# A Veiga
A Veiga (spanisch La Vega) ist eine spanische Gemeinde (Concello) mit 887 Einwohnern (Stand: 2024) in der Provinz Ourense der Autonomen Gemeinschaft Galicien.

## Geografie
A Veiga liegt am östlichen Rand der Provinz Ourense an der Grenze zu dem Provinzen León und ca. 65 Kilometer ostsüdöstlich der Provinzhauptstadt Ourense in einer durchschnittlichen Höhe von ca. 885 m. Die Talsperre bzw. Stausee Encora de Prada (des Río Xantes) liegt inmitten der Gemeinde.

## Bevölkerungsentwicklung der Gemeinde
Legende: Vega___A Veiga

Quelle: INE-Archiv – grafische Aufarbeitung für Wikipedia

## Gemeindegliederung
Die Gemeinde A Veiga ist in 29 Parroquias gegliedert:
| Parroquias     | Patrozinium          | Einwohner 2024 | Fläche km² | Dichte Einw./km² | Höhe msnm | Ortskennzahl |
| -------------- | -------------------- | -------------- | ---------- | ---------------- | --------- | ------------ |
| Baños          | San Fiz              | 49             | 3,33       | 15               | 884       | 32083010000  |
| Candeda        | San Miguel           | 7              | 4,09       | 2                | 856       | 32083020000  |
| Carracedo      | San Miguel           | 16             | 4,18       | 4                | 961       | 32083030000  |
| Casdenodres    | San Salvador         | 28             | 3,68       | 8                | 863       | 32083040000  |
| Castromao      | Santa María          | 39             | 10,32      | 4                | 976       | 32083050000  |
| Castromarigo   | San Miguel           | 30             | 3,14       | 10               | 915       | 32083060000  |
| Corexido       | Santo Estevo         | 9              | 1,95       | 5                | 952       | 32083070000  |
| Corzos         | Santiago             | 47             | 13,37      | 4                | 1009      | 32083080000  |
| Curra          | San Miguel           | 8              | 3,91       | 2                | 1175      | 32083090000  |
| Espiño         | San Vicenzo          | 25             | 6,99       | 4                | 1054      | 32083110000  |
| Hedreira       | Santa Comba          | 13             | 8,66       | 2                | 0         | 32083100000  |
| Lamalonga      | Santa María          | 33             | 17,63      | 2                | 1163      | 32083130000  |
| Meda           | Santa María          | 17             | 8,31       | 2                | 1029      | 32083140000  |
| Meixide        | Santa María          | 6              | 12,25      | 0                | 1216      | 32083150000  |
| A Ponte        | Santa María Madanela | 27             | 37,04      | 1                | 1119      | 32083190000  |
| Prada          | Santo André          | 24             | 26,07      | 1                | 924       | 32083160000  |
| Prado          | Santo Estevo         | 20             | 2,68       | 7                | 1051      | 32083170000  |
| Pradolongo     | San Pedro            | 19             | 6,57       | 3                | 971       | 32083180000  |
| Requeixo       | Santo André          | 18             | 4,50       | 4                | 991       | 32083200000  |
| Riomao         | San Tomé             | 9              | 14,09      | 1                | 885       | 32083210000  |
| San Fiz        | Santa Catalina       | 11             | 4,52       | 2                | 757       | 32083220000  |
| San Lourenzo   | San Lourenzo         | 39             | 7,10       | 5                | 0         | 32083230000  |
| Santa Cristina | San Tirso            | 5              | 2,41       | 2                | 865       | 32083240000  |
| Seoane         | San Xoán             | 23             | 17,74      | 1                | 1124      | 32083250000  |
| Valdín         | Santa María          | 35             | 23,94      | 1                | 856       | 32083260000  |
| A Veiga        | Santa María          | 297            | 2,72       | 109              | 864       | 32083270000  |
| Vilaboa        | Santa Lucía          | 7              | 3,04       | 2                | 966       | 32083280000  |
| Vilanova       | San Pedro            | 25             | 18,58      | 1                | 1198      | 32083290000  |
| Xares          | Santa María          | 39             | 17,71      | 2                | 996       | 32083120000  |

## Wirtschaft
| Ackerbau, Viehzucht und Fischerei                                                  | 034 | 011,69 |
| Industrie                                                                          | 032 | 010,96 |
| Bauwirtschaft                                                                      | 032 | 010,96 |
| Dienstleistungsbetriebe                                                            | 194 | 066,44 |
| Total                                                                              | 292 | 100,00 |
| * Daten aus dem Statistischen Amt für Wirtschaftliche Entwicklung in Galicien, IGE |     |        |

## Sehenswürdigkeiten
- Michaeliskirche in Carracedo
- Kirche Mariä Himmelfahrt in Castromao
- Wallfahrtskirche Christi Auferstehung
- Magdalenenkirche in La Ponte
- Peterskirche in Pradolongo
- Marienkirche in A Veiga
- Peterskirche in Vilanova
- Marienkirche in Xares

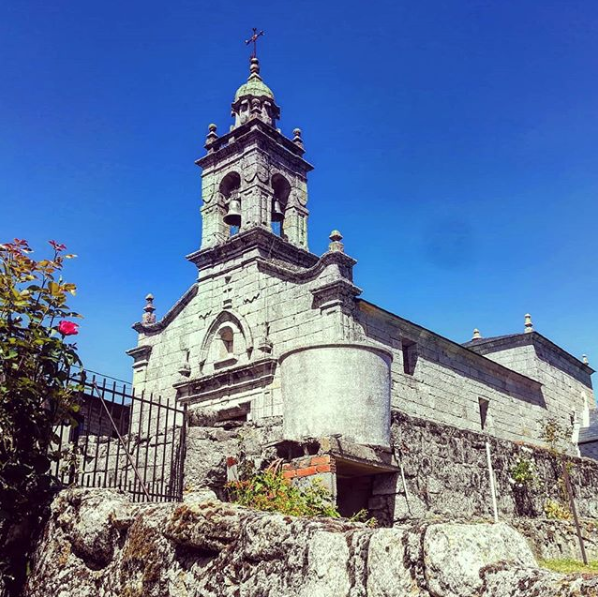
Michaeliskirche (Carracedo)
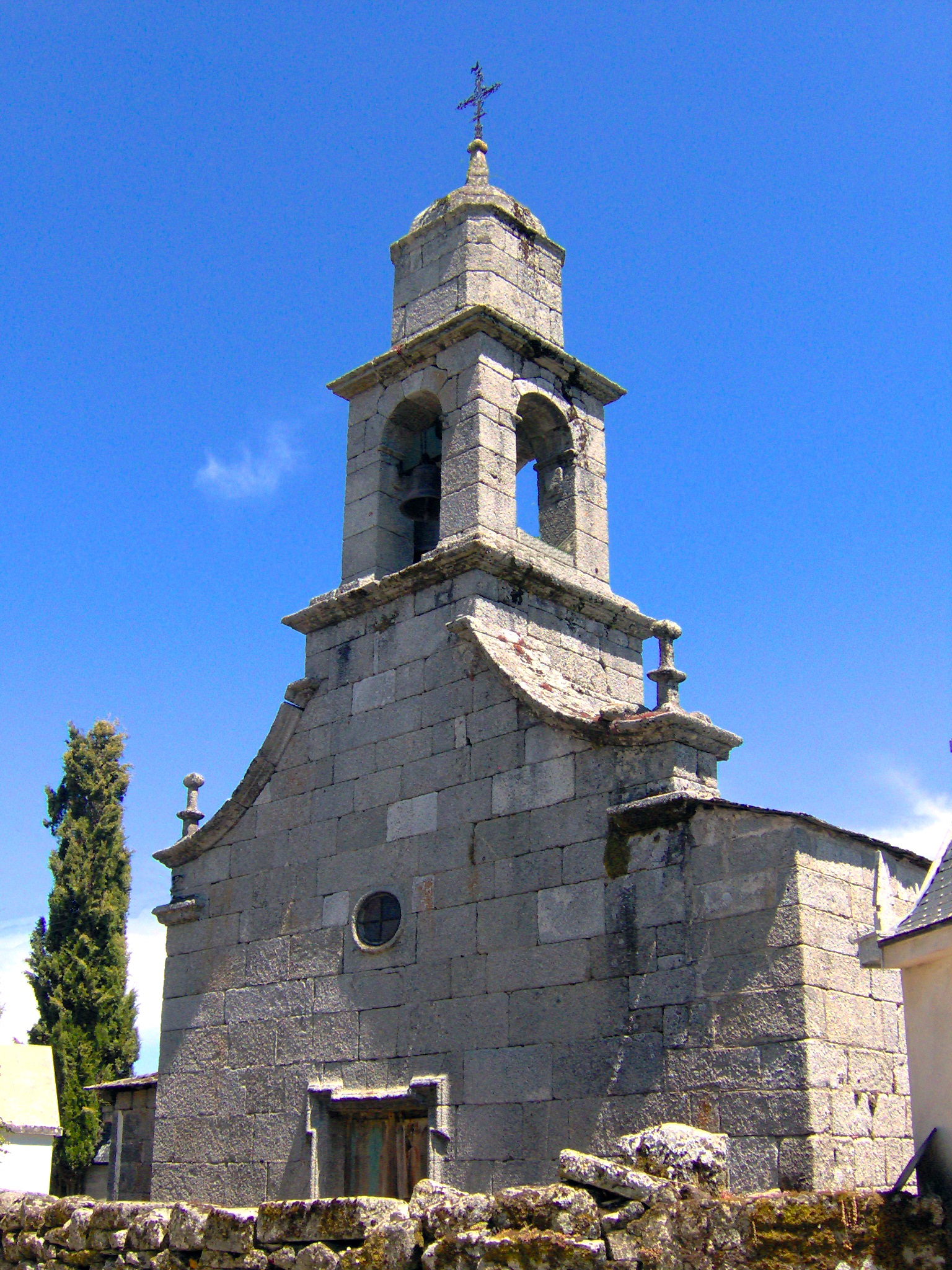
Kirche Mariä Himmelfahrt (Castromao)
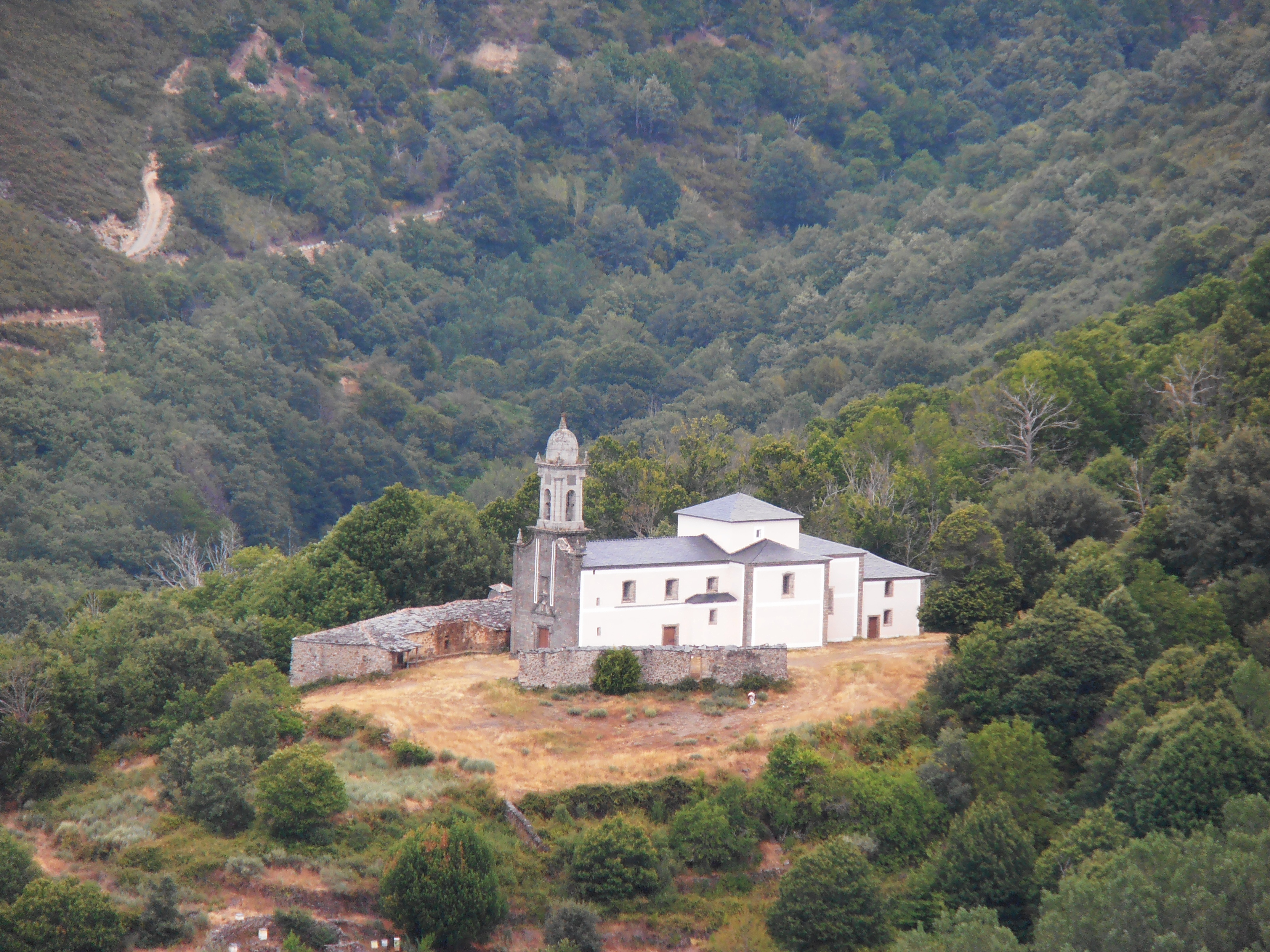
Wallfahrtskirche Christi Auferstehung
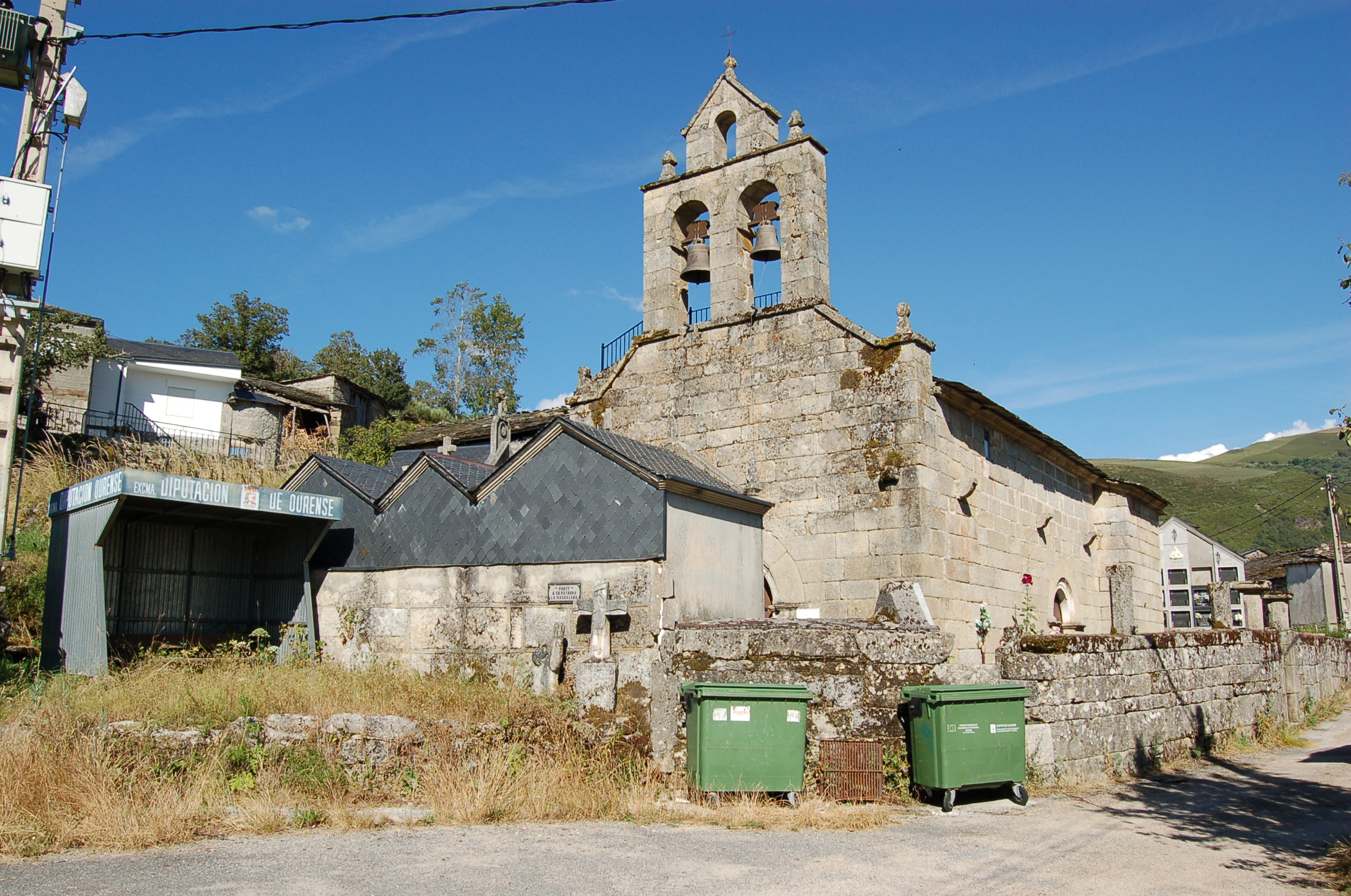
Magdalenenkirche (La Ponte)
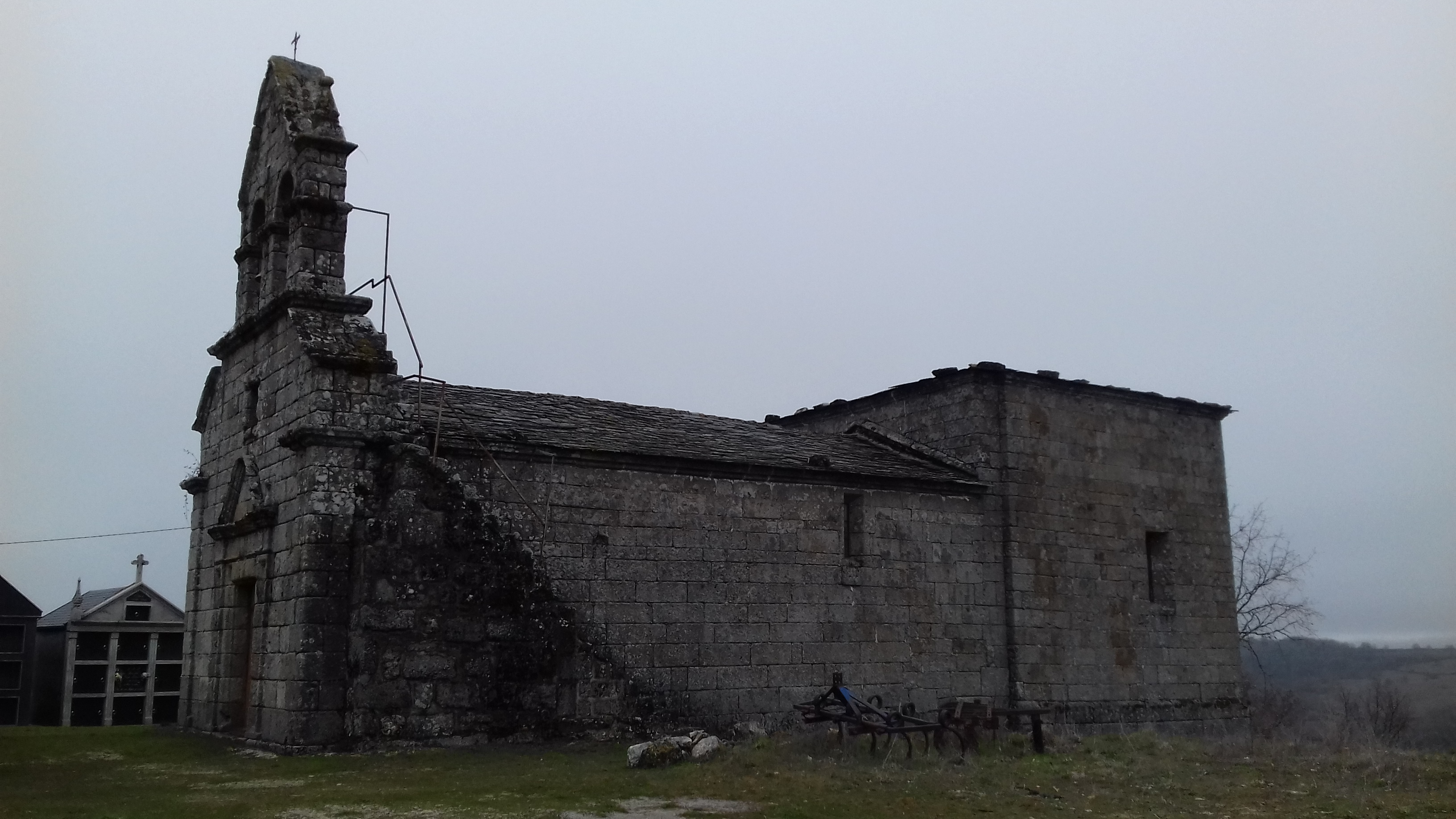
Peterskirche (Pradolongo)
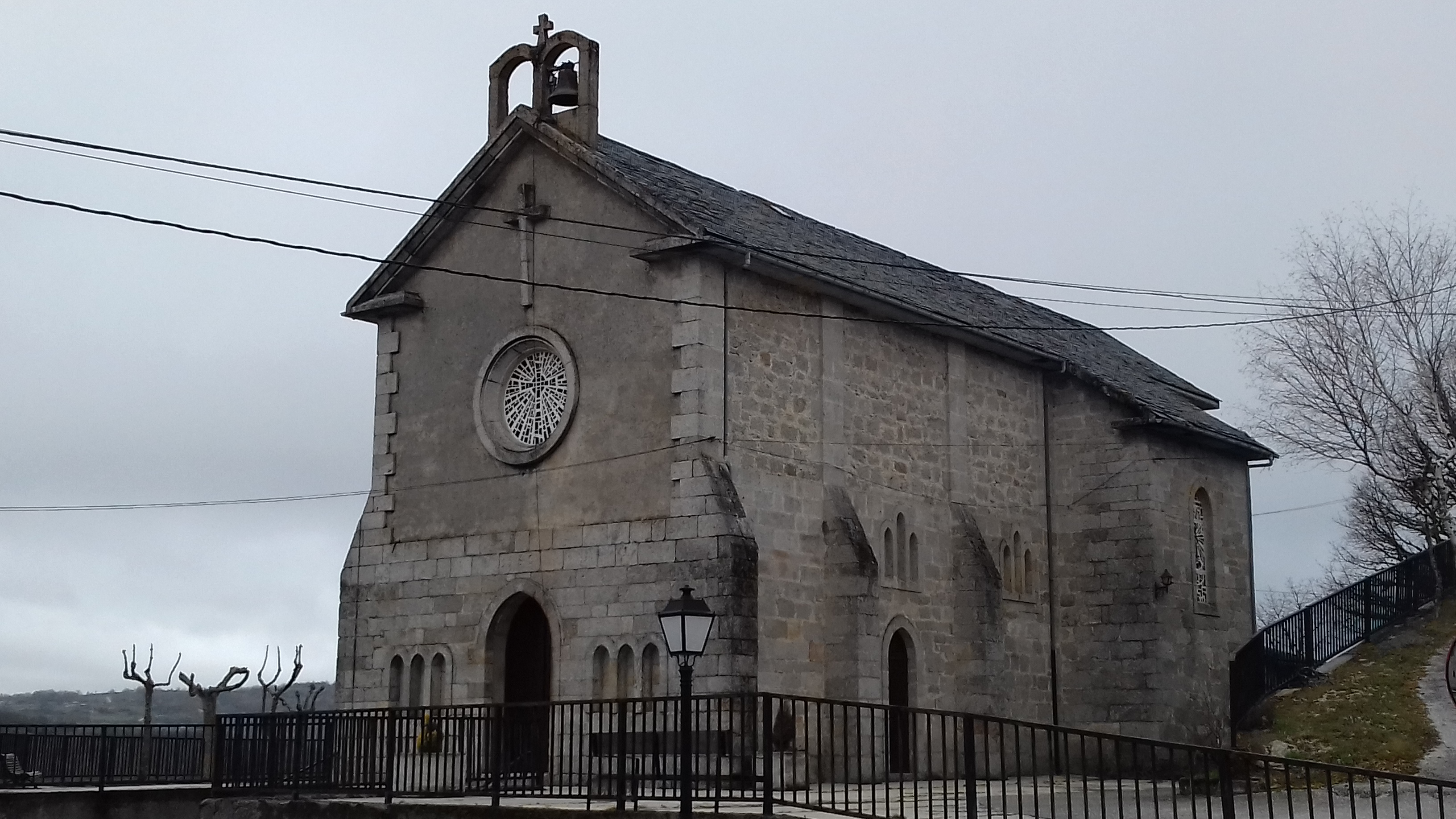
Marienkirche (A Veiga)
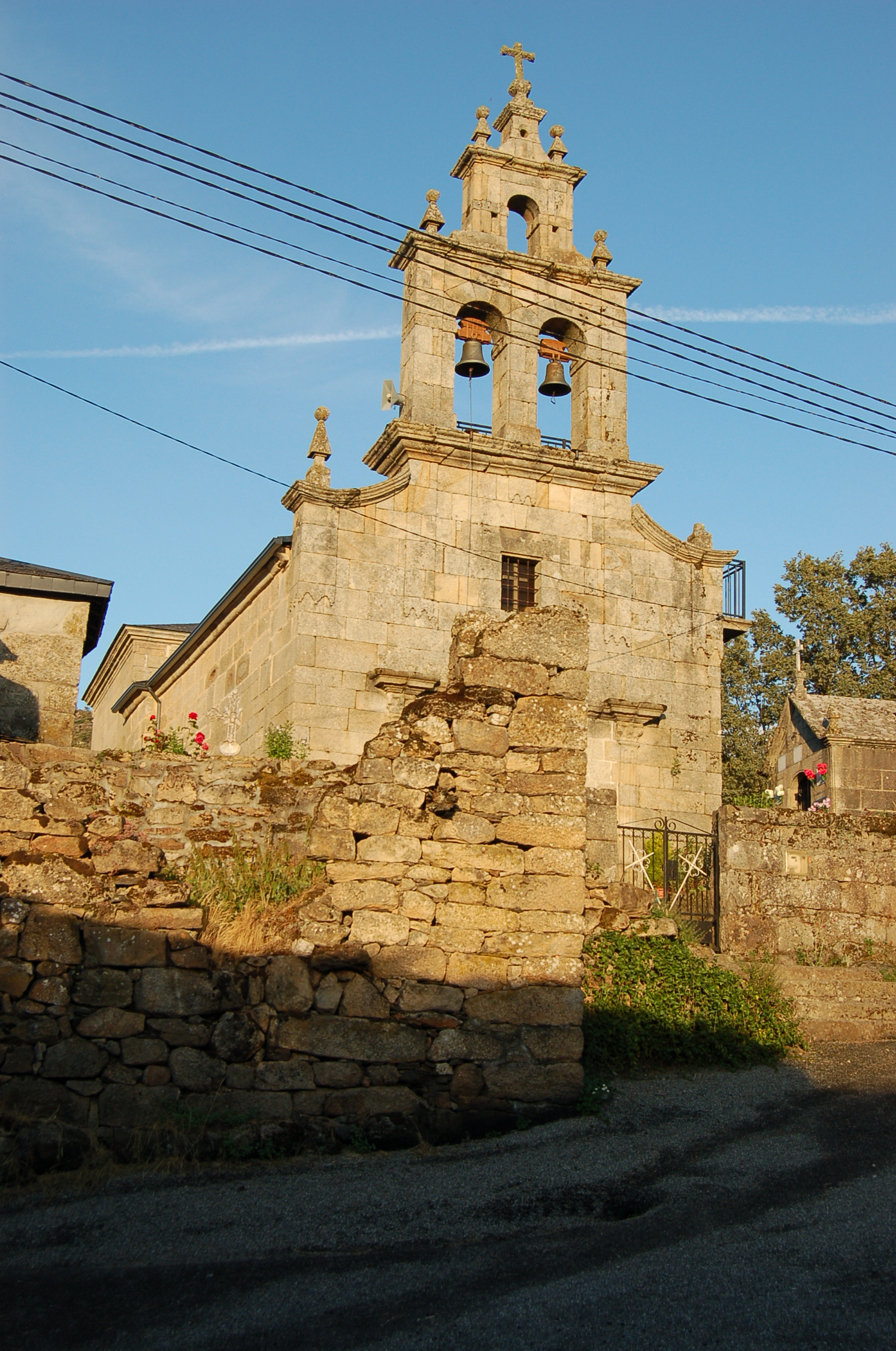
Peterskirche (Vilanova)
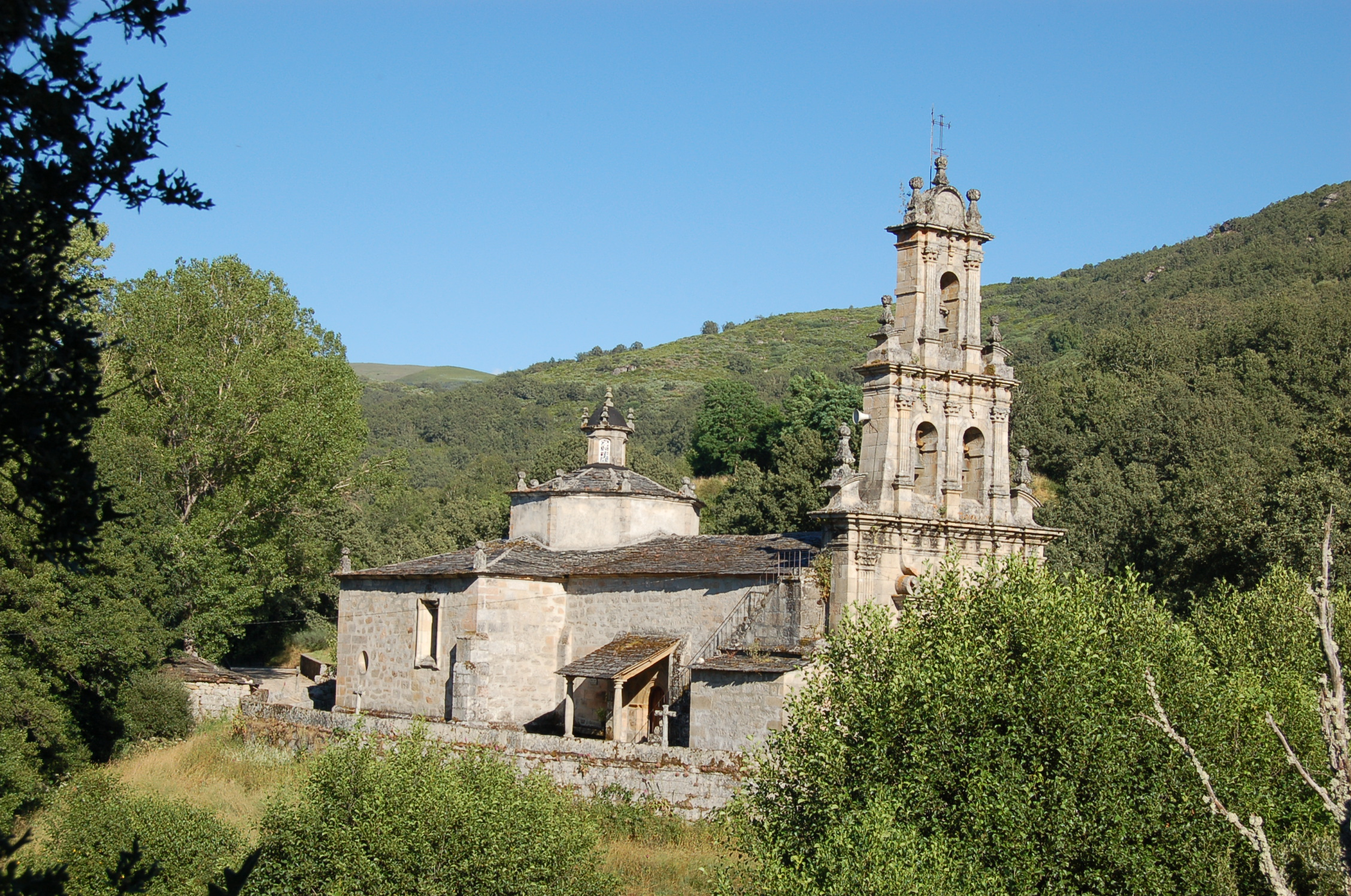
Marienkirche (Xares)
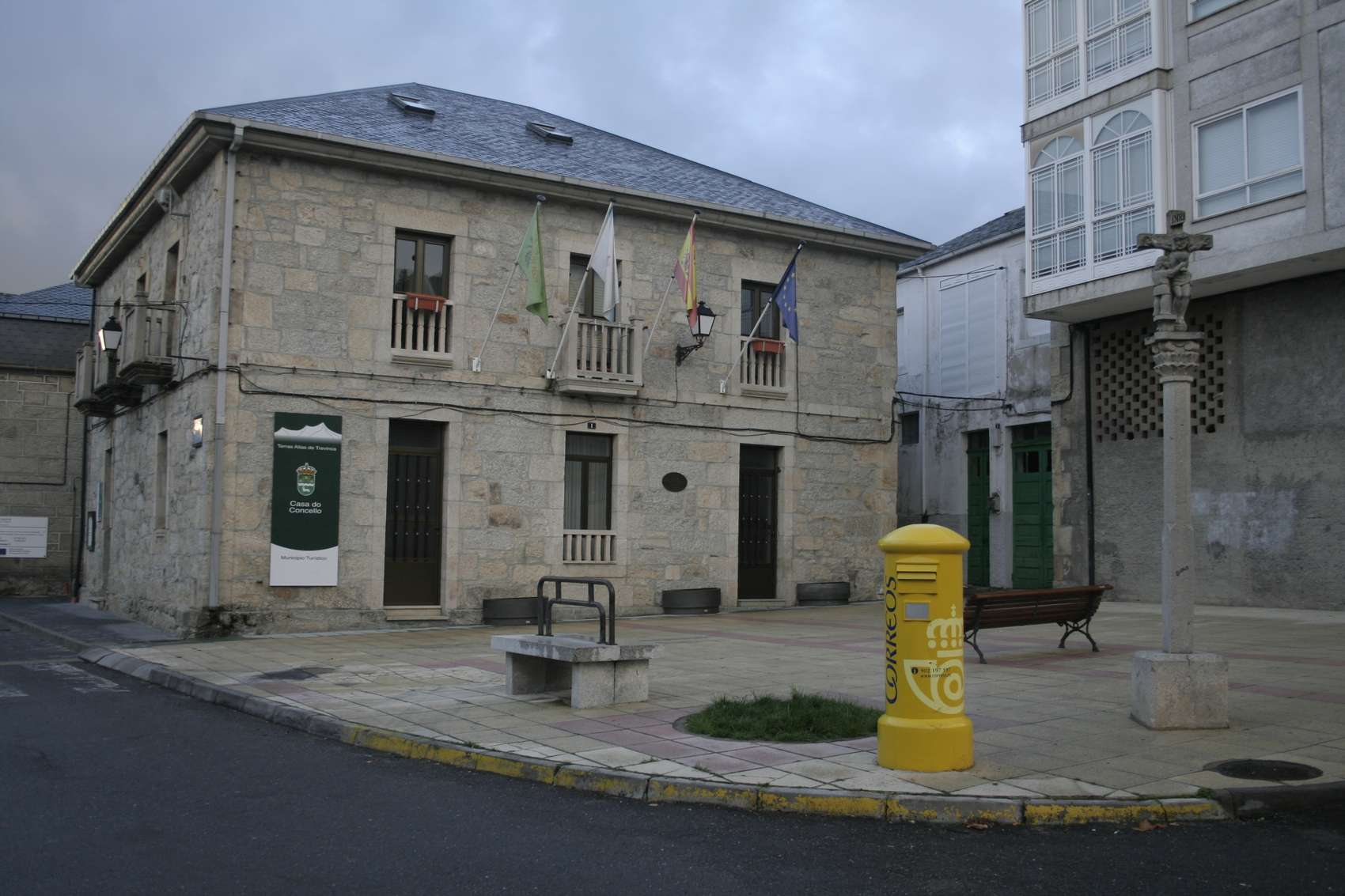
Rathaus

## Persönlichkeiten
- Delfín Álvarez (1936–2015), Fußballspieler und -trainer